# Nakayama Yoshiko
Nakayama Yoshiko (japonès: 中山慶子 - Kyoto, 16 de gener de 1836 - Tòquio, 5 d'octubre de 1907) va ser una dama de companyia japonesa a la cort de la Casa Imperial del Japó. Era la concubina preferida de l'emperador Kōmei i la mare de l'emperador Meiji.

## Biografia
Era filla de Nakayama Tadayasu (中山忠能 - 1809-1888), ministre de l'Esquerra (Sadaijin) i membre del clan Fujiwara. La seva mare era Matsura Aiko (松浦愛子 - 1818-1906), l'onzena filla del dàimio del domini Hirado, Matsura Seizan.
La seva àvia paterna era filla de Matsudaira Sadanobu (松平定信 - 1759-1829), dàimio de la branca Tayasu del clan Tokugawa.

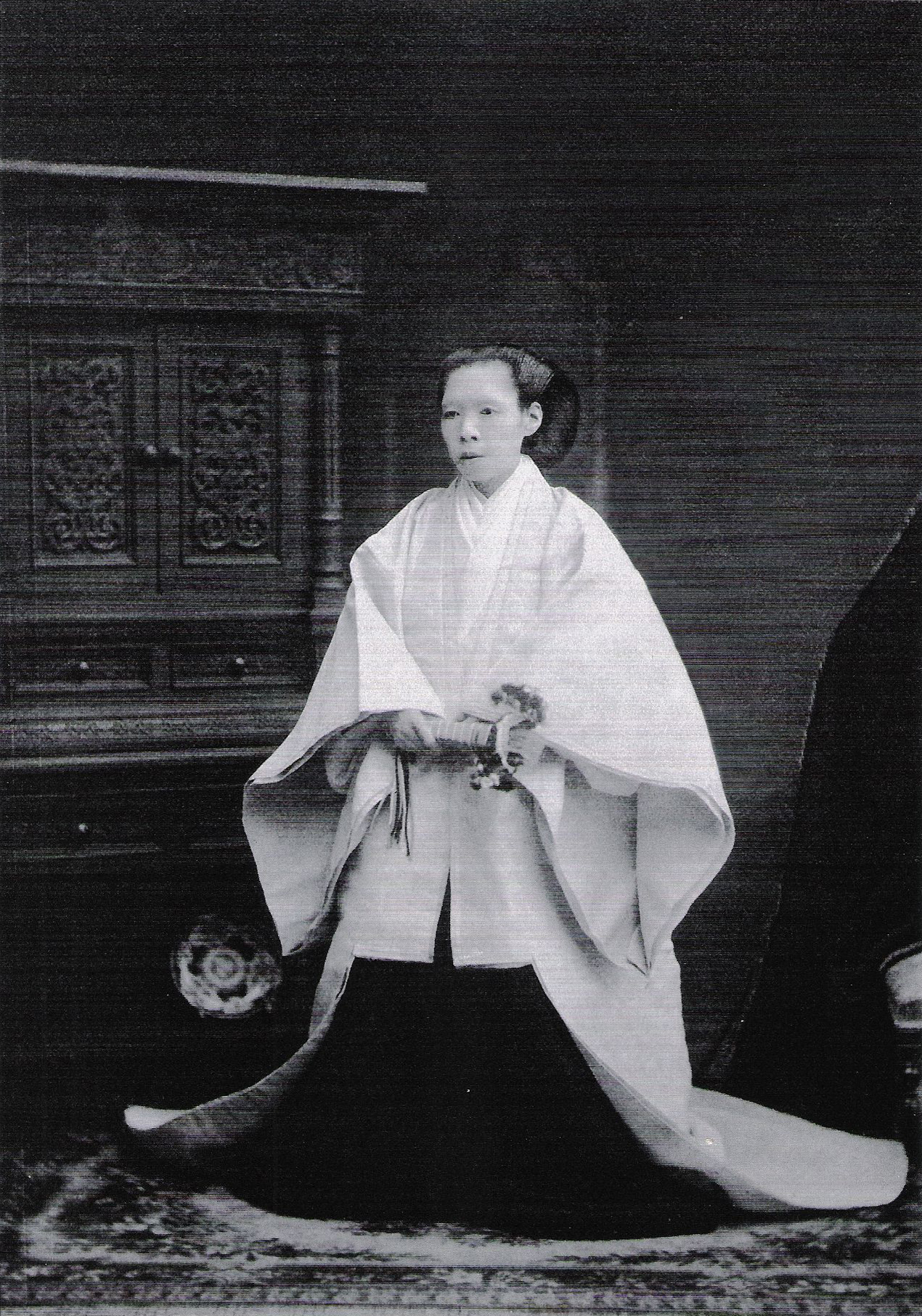
Nakayama Yoshiko abans del 1907.

### A la cort
Nakayama Yoshiko va néixer a Kyoto i es va criar a Higashiyama Va entrar al servei de la cort a l'edat de 16 anys i de seguida es va convertir en concubina de l'emperador Kōmei. El 3 de novembre de 1852, va donar a llum a la seva única descendència, Mutsuhito. més tard conegut com l'emperador Meiji, a la residència del seu pare fora del Palau Imperial de Kyoto; es diu que la família Nakayama, l'estipendi familiar de la qual només era de 200 koku, no podia cobrir el cost de la construcció d'una casa de naixement, de manera que en van demanar prestat la major part.
Va tornar amb el seu fill al Palau cinc anys després. Com que l'emperador Komei no va tenir cap altre fill mascle, el 26 d'agost de 1860, per decret imperial, es va convertir en l'hereu al tron, i el 28 de setembre. del mateix any, va rebre una proclama imperial i se li va donar el nom de 'Mutsuhito'.
El 1879, va néixer el seu net i futur emperador, Taisho i se li va encarregar l'educació del príncep imperial fins al 1889.
Després de la Restauració Meiji, es va traslladar a la nova capital, la ciutat de Tòquio, el 1870 a instàncies del seu fill, l'emperador.
El 5 d'octubre de 1907 va morir a la seva residència d'Aoyama, a Tòquio. amb 73 anys d'edat. Està enterrada al cementiri de Toshimagaoka a Bunkyō, Tòquio.

## Honors
- Gran Cordó de l'Ordre de la Preciosa Corona (17 de gener de 1900)

### Ordre de prelació
- Tercer rang (quart dia, vuitè mes de Keio, 1868)
- Segon rang (Setè dia, novè mes de Keio, 1868)
- Segon rang sènior (1889)
- Primera classificació (15 de gener de 1900)